# Nesz Ferenc
Nesz Ferenc (Siklós, 1903. október 7. – ?) magyar zongorista, dalszerző, nyilaspárti országgyűlési képviselő.

## Élete
Siklóson született 1903-ban Nesz Ferenc korcsmáros és Gärtner Klára fiaként. 1929. augusztus 12-én Budapesten feleségül vette Pintér Erzsébetet.
Az 1939. évi általános választásokon országgyűlési képviselőnek választották meg a Nyilaskeresztes Párt színeiben, mandátumát a párt Budapest III. számú, déli választókerületében állított listájáról nyerte el. Sokáig azonban nem tarthatta meg e pozícióját, mandátumát ugyanis a választást követően megtámadták, azon a címen, hogy Nesz nem lett volna képviselővé választható, mivel jogerősen elítélték, ráadásul nem volt a megválasztása idején élethivatásszerű, állandó foglalkozása sem, ami pedig a választójogi törvény szerint a választhatóság előfeltételének számított abban az időben. Védője bizonyítani igyekezett, hogy megválasztása törvényszerű volt, mert nem izgatás, hanem csak bűntett és bűntettes földicsérése címén ítélték el. A közigazgatási bíróság dr. Bodó Farkas vezette tanácsa azonban 1939 november végén arra a döntésre jutott, hogy Nesz Ferenc a törvény szerint valóban nem volt képviselővé választható, ezért a mandátumát megsemmisítette. Képviselői helyét ezt követően a fővárosi III. választókerületi nyilaspárti lista soron következő szereplője, Zeöld Imre Péter foglalta el.
Foglalkozását tekintve zongoraművész volt – bár egy újsághír szerint volt életének olyan időszaka, még a képviselővé választása előtt, amikor csak vendéglátóhelyen történő zenéléssel tudta biztosítani a megélhetését –, illetve dalszerzőként is működött. 1940-ben egy füzetben ki is adta 12 saját szerzeményű dalát, amelyeket – állítása szerint – az előző évben mutatott be egy szerzői est keretében a Zeneakadémián. Egy – Pápai Molnár Kálmánnal közös – szerzői estje bizonyosan volt a Zeneművészeti Főiskola nagytermében, 1940. január 30-án, olyan közreműködőkkel, mint Utry Anna, Szecsődi Irén, Laurisin Lajos, László Imre és Lisznyay Szabó Gábor.
Egyik vezetője volt a Hungarista Légiónak, és egy sajtóhír szerint, még jóval a nyilas hatalomátvételt megelőzően – a Sztójay-kormány idején vagy korábban – magas minisztériumi tisztségre emelkedett.
Tagja volt a Magyar Szövegírók, Zeneszerzők és Zeneműkiadók Szövetkezetének, amely azonban 1945 tavaszán törölte a tagjai sorából és a népbíróság elé utalta, mint „a nyilaspárt […] nagyhangú legényét”. A második világháború után háborús bűnössé is nyilvánították, mint olyasvalakit, „aki a háború fokozottabb mértékben való folytatására és a nyilas (fasiszta) mozgalomnak segítségében szellemi tevékenységet fejtett ki” (81/1945. ME sz.rend. 13. § 1. és 6. pont).